# 宮崎家族3人殺害事件
宮崎家族3人殺害事件（みやざきかぞくさんにんさつがいじけん）とは、2010年（平成22年）3月1日に宮崎県宮崎市で一家3人が殺害された事件。

## 概要
2010年（平成22年）3月1日、宮崎県宮崎市の自宅で妻と義母が死んでいるという110番通報があった。警察官が駆けつけると、通報した夫Oの妻と義母が自宅で頭から血を流している遺体が発見された。O夫妻の長男（生後5ヶ月）も行方不明になっており、事情聴取を進めると、Oは長男の死体遺棄を認めたためOを逮捕。長男の遺体は、自宅から約600メートル離れた、事件当時にOが働いていた会社の資材置き場で発見された。宮崎地検は、長男に対する殺人罪・死体遺棄罪でOを起訴した。その後、妻と義母に対する殺人罪で追起訴した。

## 裁判経過
検察は、Oは義母からの叱責や育児の負担などにより家族が邪魔になったため、自由になりたいと思ったことが犯行の動機であり、事前にハンマーなどを準備しており計画性があり、被害者の頭を何度も殴るなど残忍、更に長男の遺体を隠すなどの証拠隠滅を企てたとして、死刑を求刑した。一方、弁護側は殺害などの起訴事実については認めたものの、犯行はOに厳しく当たる義母から逃れたくてやったものと反論し、前科がなくまだ若いとして情状酌量を求めていた。
2010年12月7日、宮崎地裁（高原正良裁判長）は、Oに求刑通り死刑判決を言い渡した。判決では、Oが義母から犯行2日前に「部落に帰れ。これだから部落の人間は。」「離婚したければ離婚しなさい。慰謝料がっつりとってやる。」などと激しくののしられながら両手で頭を多数回たたかれ、翌日に犯行を決意したことが認定されている。裁判員裁判での死刑判決は横浜港バラバラ殺人事件、川崎アパート3人殺害事件に続き3例目で、九州・沖縄地方では初。判決では、義母からの言動等を含めた背景事情から、Oに同情の余地がないとはいえないとしながらも、犯行の計画性があり、自己中心的な犯行と指摘した。
弁護側は判決を不服として控訴した。2012年3月22日、福岡高裁宮崎支部（榎本巧裁判長）は死刑判決を支持し、控訴を棄却した。弁護側は判決を不服として最高裁に上告した。一審でOに対して死刑を求めた義弟（妻の弟）が上告審を前に一転してO（つまり義兄）と面会、「母の言動にも問題があった」等との理由から最高裁に死刑を回避し情状酌量するよう求める上申書を提出したが、2014年10月16日、最高裁第1小法廷（山浦善樹裁判長）は、Oの上告を棄却、これにより死刑が確定した。裁判員の死刑判断を最高裁が支持した例は長野市一家3人殺害事件の一人に続き2例目で、完全に支持されたのは初めてとなる（長野の事件では共犯の一人の死刑判決を東京高裁の村瀬均裁判長らが破棄している）。また、九州・沖縄地方での裁判員裁判による死刑判決が確定するのは宇土市院長夫人殺害事件に続き2件目。

## 判決確定後
公判中Oとその両親はTBS（JNN）系列の報道・ドキュメンタリー番組『報道特集』の取材を受け、死刑確定後の2015年4月11日、同番組にて特集「確定死刑囚の告白」として放送された。Oは起訴事実を認めており、冤罪を主張してはいないが、先述の義弟と弁護人・支援者らは裁判所に対し、義弟の上申書の意を汲んで情状酌量するようなおも求めている。弁護人は2017年3月、減刑を求める義弟の上申書を「新証拠」として宮崎地裁に再審請求するも、同年9月、「量刑に関する情状は再審の理由にあたらない」として請求を棄却した。2018年3月、福岡高裁宮崎支部は即時抗告を棄却した。
2021年現在、Oは福岡拘置所に収監されている。2017年11月、弁護士ドットコムニュースに手記を寄せた。
その後、法務省の訓令改正により拘置所内で色鉛筆が使用できなくなったことが、日本国憲法の「表現の自由」を侵害しているとして、Oが2021年7月30日付で法務省を相手取って東京地方裁判所に提訴していたことが明らかになった。この訓令については、法務省が詳細を説明しないまま色鉛筆の使用を禁止していることが問題視されている。